# Tanjung Gusta (Sunggal)
Tanjung Gusta is een bestuurslaag in het regentschap Deli Serdang van de provincie Noord-Sumatra, Indonesië. Tanjung Gusta telt 29.303 inwoners (volkstelling 2010).